# Економска школа „9. мај” Сремска Митровица
Економска школа „9. мај” једна је од средњих школа у Сремској Митровици. Налази се у улици Ђуре Даничића 2.

## Историјат
Економска школа „9. мај” почела је са радом 5. септембра 1959. Основана је Решењем народног одбора Среза бр. 2090/1 од 1. септембра 1959, са циљем да обавља васпитно образовну делатност и образује ученике и будуће кадрове економске струке, за потребе привредне и ванприпривредне делатности за подручје Срема. Од тада па до данас садржи два подручја рада: Економија, право и администрација и Угоститељство и туризам.
Првобитно је зграду делила са Гимназијом, а 1977. добија своју зграду у улици Ђуре Даничића и тада стиче надимак „школа на крају града”. Наставу је на почетку похађало три одељења, два мешовита и једно чисто женско, укупно 105 ученика. Од тада до данас укупно броје 409 ученика у редовним одељењима и 68 у одељењима одраслих. Број одељења и смерови су се мењали са годинама. Школске 2002—2003. године су имали највећи број ученика: тридесет и три одељења са 1021 учеником. Данас има двадесет и пет одељења и око 720 ученика.
Године 1997. су добили Новембарску награду општине Сремска Митровица. Увели су нове смерове 2004—2005: Финансијски администратор, Пословни администратор, Туристички техничар и Угоститељски техничар. Данас садрже образовне профиле Економски техничар, Финансијски администратор, Пословни администратор и Угоститељски техничар у четворогодишњем трајању и Кувар у трогодишњем. Обавезно је учење енглеског језика, а изборни немачки и италијански. Садрже драмску секцију, литералну, новинарску, рецитаторску, ликовну, секцију за симулацију кривичног поступка, млади историчари, реторика и дебатни клуб, хор, секцију немачког језика, секцију прве помоћи и друго. Ученички парламент је основан 2004. године.